# Max Eitingon

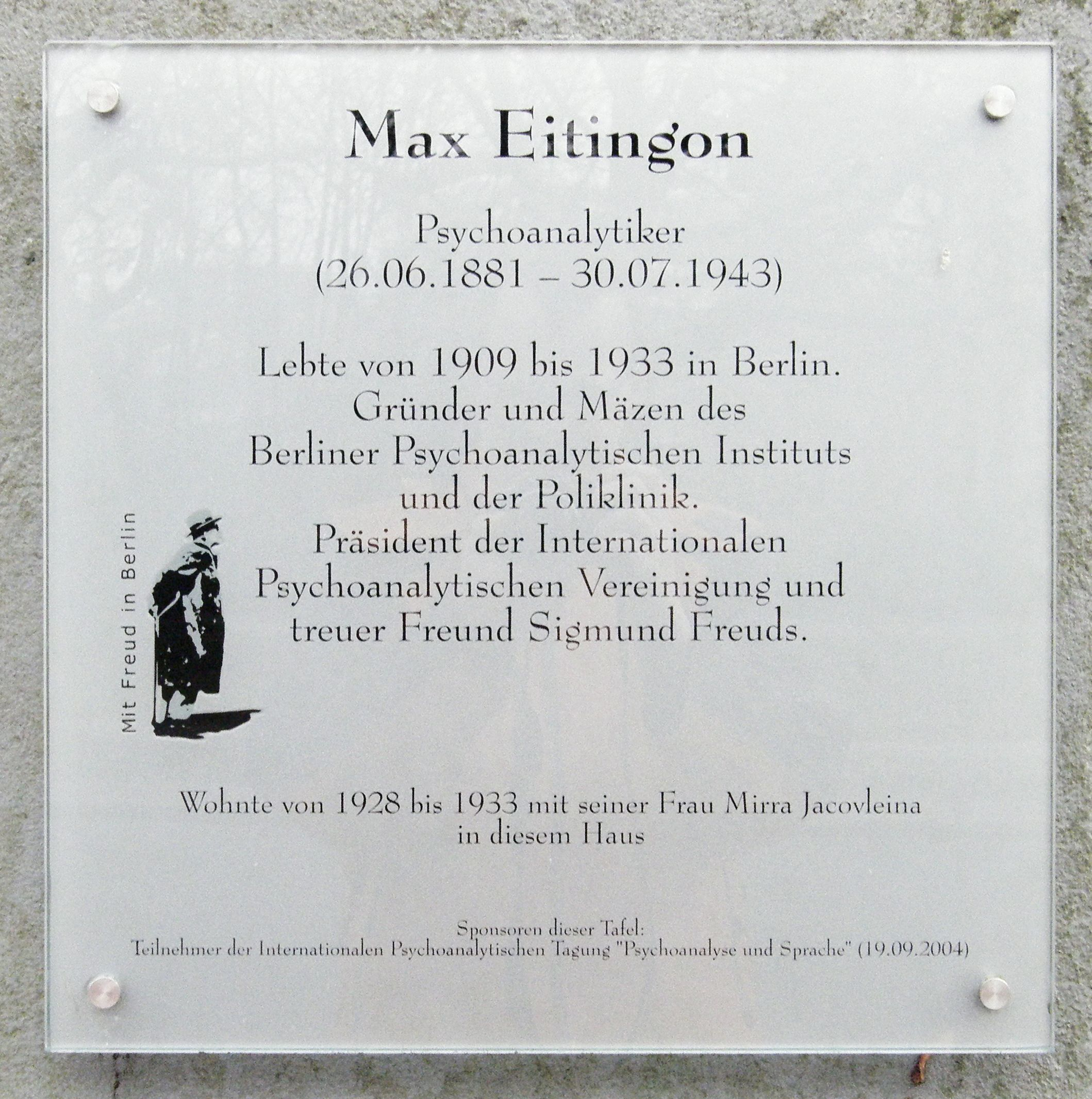
Tablica pamiątkowa powieszona na ścianie domu w Berlinie, w którym od 1909 do 1933 mieszkał Eitingon

Max Eitingon (ros. Макс Эйтингон, ur. 26 czerwca 1881 w Mohylewie, zm. 30 czerwca 1943 w Jerozolimie) – rosyjsko-izraelski lekarz, psychiatra, psychoanalityk, syjonista. 

## Życiorys
Syn Chaima Eitingona, jednego z najpoważniejszych na świecie handlarzy futrami w końcu lat 20. XX w., fundatora żydowskiego szpitala w Lipsku. 
Był jednym z założycieli Berlińskiej Polikliniki Psychoanalitycznej, kierował wydawnictwem Internationaler Psychoanalytischer Verlag. W latach 1925-1934 był przewodniczącym Międzynarodowego Towarzystwa Psychoanalitycznego.
Zmarł 30 czerwca 1943 w Jerozolimie, po długiej i bolesnej chorobie.

## Wybrane prace
- Gott und Vater. Imago 3, 90-93 (1914)
- Ein Fall von Verlesen. Internationale Zeitschrift für Psychoanalyse 3, 349-350 (1915)
- Zur psychoanalytischen Bewegung. Internationale Zeitschrift für Psychoanalyse 8, 103-106 (1922)
- Report of the Berlin Psychoanalytical Polyclinic. Bulletin of the International Psychoanalytical Association 4, 254 (1923)